# Чистое (Алтайский край)
Чистое — упразднённое село в Немецком национальном районе Алтайского края. Ликвидировано в 1953 г., население переселено в село Протасово.

## География
Село располагалось в 1,5 км к юго-востоку от села Протасово.

## История
Основано в 1909 году, немцами переселенцами из Причерноморья. До 1917 года меннонитское село Орловской волости Барнаульского уезда Томской губернии. Меннонитская община. С 1920 по 1935 гг. центр Чистовского сельсовета, затем в составе Полевого. В 1931 г. организован колхоз им. Горького. В 1952 году после слияние колхозов — отделение колхоза им. Энгельса. В 1953 г. жители села переселены в центральную усадьбу село — Протасово.

## Население[1]
| год     | 1911 | 1926 |
| ------- | ---- | ---- |
| человек | 139  | 197  |